# Układ wysokości Zero Wisły
Zero Wisły – lokalny układ wysokości, stosowany w wielu opracowaniach geodezyjnych, architektonicznych, geotechnicznych i geologiczno-inżynierskich w Warszawie i okolicach. Odnosi się do tzw. poziomu zera Wisły, czyli najniższego poziomu wody w rzece (dla 60 lat wstecz), oznaczonego komisyjnie 13 września 1865 na filarze mostu Kierbedzia.
Poziom zera Wisły odpowiada 77,8746 m n.p.m. w układzie Kronsztad 86 (dla starszych opracowań lub dla opracowań opierających się na starych danych może to być też 77,9646 m n.p.m. w układzie Kronsztad 60), jednak w niektórych opracowaniach można znaleźć również wartości odniesienia 78,129 oraz 78,66 m n.p.m. itp.
W opracowaniach branżowych spotkać można wiele różnych oznaczeń wysokości w tym układzie, np. nad zero Wisły, nad poziom Wisły, n0W (n.0 W.), npW, np0W itd.
Stacja Filtrów usytuowana jest ok. 36 m ponad Zero Wisły. Najwyższe wartości oznaczeń wysokości powierzchni terenu spotykanych w okolicach Warszawy oscylują około 40 m npW.